# HeroQuest
HeroQuest, også skrevet som Hero Quest', er et eventyr brætspil, der blev skabt af Milton Bradley i samarbejde med det britiske selskab Games Workshop sat i en fantasiverden baseret på deres senere Warhammer Fantasy univers. Omgivelserne sat i Warhammers gamle verden som vist på et kort trykt på bagsiden af Quest Bogen for Return of the Witch Lord-udvidelsespakken. Selve spillet er et spil system der tillader at gamemasteren (kaldet "Morcar" i den oprindelige engelske version, og de fleste lokaliseringer, men "Zargon" i USA og Canada) at oprette fangekældre i eget design ved hjælp af den medfølgende spilleplade, fliser, møbler og monstre.

## Heltene
De fire spilbare figurer tilbyder et udvalg af gameplay. Barbaren og dværgen er mere kamp-orienteret, mens troldmanden og elveren kan kaste trylleformularer. 
- Barbaren
- Dværgen
- Troldmanden
- Elveren

## Udvidelser
- HeroQuest "Kellar's Keep"
- HeroQuest "Return of the Witch Lord"
- HeroQuest "Adventure Design Kit"
- HeroQuest "Against the Ogre Horde"
- HeroQuest "Wizards of Morcar"
- HeroQuest "The Frozen Horror" \ "Barbarian Quest Pack"
- HeroQuest "The Mage of the Mirror" \ "Elf Quest Pack"